# Drietoma
Drietoma (węg. Drétoma) – wieś (obec) w powiecie Trenczyn na Słowacji.

## Opis
Drietoma leży w obniżeniu trenczyńskim, w dolinie potoku Drietomica i na stokach Białych Karpat, pod masywem Žľabu (737 m n.p.m.). Centrum wsi leży na wysokości 242 m n.p.m.

## Historia
Po raz pierwszy wieś pojawiła się w dokumentach pod nazwą Drethma w 1321 roku. Należała do ziemiańskich rodów Pečovičów, Zamarovskich, Zablatskich, następnie jej część do Trenczyna, a część do biskupstwa nitrzańskiego. W XVII w. była tu komora celna. 

## Zabytki
- Neorenesansowy kościół katolicki św. Katarzyny (1901) postawiony na miejscu starego wspominanego w 1714 i 1789. Na cmentarzu jest kaplica św. Krzyża z 1875. We wsi znajduje się też kasztel rodziny Chorinskich, obecnie siedziba władz gminy, z rozległym parkiem, a także w granicach rezerwat przyrody Ostrá hôrka.
- Lipa braterstwa słowiańskiego zasadzona w 1922 przez starostów Starego Hrozenkova i Drietomy na granicy ich gmin, cztery lata po powstaniu Czechosłowacji. 23 lipca 2012 współcześni starostowie odsłonili tablicę pamiątkową.

## Znani mieszkańcy
- Juraj Komenský z Drietomy (nieznane lata urodzenia i śmierci), pedagog w koszyckim gimnazjum, uczył tam w 1651; istnieje potwierdzenie pochodzenia tego uczonego od Rady miejskiej z Trenczyna, złożone w okręgowym archiwum państwowym w Trenczynie.
- Ján Pettko (1812–1890), słowacki geolog i mineralog.
- Jozef Ščasný (1813–1889), słowacki działacz narodowy.